# معادلة بيطرية
المعادلة البيطرية هي الاعتراف المتبادل من قبل دولتين أو أكثر بأن معايير السلامة والصرف الصحي لكل طرف للمنتجات الحيوانية، حتى وإن لم تكن متطابقة، توفر مستوى مكافئًا من الحماية للصحة العامة والحيوانية. بهدف تسهيل التجارة، يتمثل الأثر العملي للمعادلة البيطرية في أن المنتجات والمرافق الفردية لكل بلد لن تضطر إلى الخضوع للمعايير المنفصلة للبلدان المستوردة وعمليات التفتيش المرهقة والمكلفة من قبل المراجعين الأجانب.
كانت المعادلة البيطرية قضية خلافية للولايات المتحدة والاتحاد الأوروبي. اتفق الطرفان في عام 1997 من حيث المبدأ على اتفاقية تعترف بمعايير كل منهما، لكنهما لم يوقعا الاتفاقية حتى يوليو 1999 بسبب سلسلة من النزاعات الفنية التي لم يتم حلها. ظلت بعض أجزاء هذا الاتفاق محل نزاع في عام 2002.